# 末田雄一郎
末田 雄一郎（すえだ ゆういちろう、1964年 - ）は、日本の元漫画家、漫画原作者。東京都出身、大阪府育ち。男性。元妻で漫画家の深谷かほるとの間に長男あり。
高校卒業後、関西の電鉄会社に就職し、駅員として勤務していた。漫画家を目指し上京、『つれづれなるがパンク』で1988年春のアフタヌーン四季賞佳作受賞。『月刊アフタヌーン』に4コマ漫画を数度掲載するが、芽が出なかった。
その後は末田今日也名義で漫画原作を手がける様になり、1992年には末田雄一郎名義に戻って『モーニング』で自身の体験を生かした駅員が主人公の『駅員ジョニー』を連載してヒットする。
料理・グルメ漫画からスポーツ漫画まで様々なジャンルの原作を手がけて現在に至る。代表作は『駅員ジョニー』、板前の成長を描いた『蒼太の包丁』など。

## 主な作品

### 末田雄一郎名義の漫画
いずれも単行本未収録。
- つれづれなるがパンク
- スエダ大学
- ちあきちゃん

### 末田今日也名義の原作
- ザ・プライザー （作画：山田芳裕、漫画アクションキャラクター（双葉社）連載）※単行本再発売時には末田雄一郎名義
- ストラック （作画：桑沢篤夫、双葉社）

### 末田雄一郎名義の原作
- 駅員ジョニー （作画：高橋のぼる、モーニング掲載）
- トリックスター （作画：高梨みどり、週刊プレイボーイ掲載）
- 炎の工場従業員 （作画：平松真二、週刊ヤングサンデー掲載）
- ピンからブラザーズ -年中危機一髪! （作画：川崎ツヨシ、週刊ヤングサンデー掲載）
- SHOP LEAD航太郎 （作画：人見恵史、漫画アクション掲載、全8巻）※後のコンビニコミックとしての再発売時に『コンビニアドバイザー瀬尾航太郎』と改題
- コンビニいちばん!! （作画：人見恵史、漫画アクション掲載、全5巻）※『SHOP LEAD航太郎』の続編。後に2019年より『SHOP LEAD航太郎』とタイトル・巻数が併合された完全版全13巻がグループ・ゼロより電子書籍で配信/発売中[1][2]。
- ナニワんステーションブルース （作画：そのさなえ、別冊ヤングマガジンKANSAI増刊（2000年）掲載、読み切り）
- 絶叫教師エディー （作画：高橋のぼる、週刊モーニング掲載）
- 超一流派遣社員 妙子 （作画：東條さち子、漫画サンデー掲載）
- MOVE-WILD （作画：萩原はっさく、漫画アクション掲載）
- あした春から! -ハローワーク物語- （作画：永松潔、まんがくらぶ掲載）
- 裏内師 （作画：高山和雅、近代麻雀オリジナル掲載）
- 蜜華 （作画：川崎三枝子、週刊漫画サンデー掲載）
- ナイチンゲールによろしく （作画：金井たつお、週刊漫画ゴラク掲載）
- うかせだま優有子 （作画：川崎三枝子、双葉社）
- 蒼太の包丁 -銀座・板前修業日記- （作画：本庄敬、週刊漫画サンデー掲載）
- ネヴァー （作画：内山まもる、週刊漫画ゴラク2003年12月12日号掲載、読み切り）
- ナデシコ （作画：幡地英明、近代麻雀オリジナル2004年2月号掲載、読み切り）
- てなもんや剛速球 （作画：内山まもる、週刊漫画ゴラク掲載）
- 秘命監察官ドン （作画：郷力也、漫画アクション掲載）
- 昭和の中坊 （作画：吉本浩二、漫画アクション掲載）
- 祭鉄火!-極私的勝負論- （作画：柳葉あきら、近代麻雀オリジナル掲載）
- しゅっぱつ、進吾!! （作画:はしもとみつお、まんがタイム掲載）
- オジバディ!! （作画：はやせ淳、週刊漫画ゴラク掲載）
- ハルの肴 両国居酒屋物語（作画：本庄敬 、週刊漫画ゴラク2013年3月29日号より連載中）
- 無双大戦(作画：鶴岡伸寿、近代麻雀オリジナル掲載)